# Ханойский медицинский университет
Ханойский медицинский университет (вьет. Trường Đại học Y Hà nội) — второй (после Храма литературы) старейший университет Вьетнама.

## История
В создании университета активное участие принимал французский бактериолог Александр Йерсен, ставший после создания руководителем университета. Во время Первой и Второй Индокитайских войн университет перемещался в горно-лесистые районы автономного района Вьетбак, где продолжалось обучение студентов.

## Названия
- 1902—1945: Индокитайский Медико-фармацевтический университет
- 1945—1954: Ханойский фармацевтический медицинский университет
- 1954—1975: Ханойский медико-фармацевтический университет
- с 1975: Ханойский медицинский университет

## Современное состояние
Среди сотрудников 32 профессора, 76 доцентов, 170 докторов наук, одновременное обучение проходят около 10 тысяч студентов. 10 научных работ удостоены ордена Хо Ши Мина. При университете работает госпиталь на 350 коек, в котором ежегодно проводится 5500 хирургических операций.